# Rückhaltebecken Liebstadt
Das Rückhaltebecken Liebstadt ist eine Hochwasserschutzanlage der Landestalsperrenverwaltung Sachsen (Talsperrenmeisterei Gottleuba/Weißeritz). Die Anlage wurde 1967 fertiggestellt und staut die Seidewitz in deren Oberlauf.
Das Hochwasserrückhaltebecken ist ein Dauerstaubecken und dient neben dem Hochwasserschutz für die Stadt Pirna der Brauchwasserbereitstellung für Industrie und Landwirtschaft sowie der gewerblichen Fischerei.
Das Absperrbauwerk ist ein Erddamm mit geneigter Innendichtung aus Lehm und gerader Achse.